# David Zed
David Zed o Mr. Zed, pseudonimo di David Kirk Traylor (Indianapolis, 28 ottobre 1960), è un attore, cantante e regista statunitense.
Attore di lunga carriera televisiva, è noto in Italia per aver partecipato a programmi televisivi negli anni ottanta, come Pronto, Raffaella? condotto da Raffaella Carrà, con il personaggio di Zed, l'uomo robot.
Dal 2020 è il presidente onorario del DETA Dipartimento Europeo Tutela Androidi.

## Biografia
Trasferitosi in Italia nel 1979, si fa notare nel programma Tilt con Stefania Rotolo. Partecipa fuori concorso alla prima puntata del Festival di Sanremo 1980 col brano R.O.B.O.T., nel quale canta in prima persona con una voce sintetica e si descrive come un robot tuttofare che mangia bulloni. Negli anni ottanta incide alcuni 45 giri con il nome di David Zed, ai quali contribuiscono, in qualità di autori, i fratelli Guido e Maurizio De Angelis. Acquisisce grande popolarità in Italia nel 1983 partecipando al programma Pronto, Raffaella? con Raffaella Carrà, del quale è anche autore, sempre nel ruolo del personaggio del robot. Nell'udienza di Natale del 1984 con i protagonisti della trasmissione, è ospite al Vaticano dove Papa Giovanni Paolo II si stupisce del suo personaggio dichiarando "devo guardare più televisione!". Negli anni successivi ha interpretato alcuni film e ha curato come coreografo i movimenti di Paolo Villaggio nella commedia Grandi magazzini del 1986, dove l'attore genovese interpreta un robot umanoide che di fatto è la versione parodistica del personaggio di Traylor.
Tornato all'estero, non appare per lungo tempo alla televisione italiana, fino alla trasmissione Matricole & Meteore nell'autunno del 2002, intervistato dal conduttore Enrico Papi. Dopo numerose tournée teatrali in giro per il mondo dove ha proposto il suo Mr Zed Show (nel quale molti filmati sono girati in Italia), il 13 febbraio 2008 è apparso nuovamente alla televisione italiana dopo una lunga assenza, partecipando alla trasmissione condotta da Fabrizio Frizzi Soliti ignoti - Identità nascoste. Ha interpretato un ruolo da coprotagonista nell'episodio L'isola dell'amore all'interno del film corale Un'estate al mare diretto da Carlo Vanzina. Nel 2012 ha una piccola parte come discografico americano nella miniserie Rai Caruso, la voce dell'amore. Nel 2014 compare e parla in una scena del film Un matrimonio da favola. Nel 2016 interpreta il personaggio di Georges Méliès nel film Blood on Méliès' Moon di Luigi Cozzi e nel 2020 recita la parte di Nicholas Brown, ancora diretto da Luigi Cozzi, nel film storico La battaglia di Roma 1849.
Nel 2021 appare nella serie Un posto al sole nei panni del magnate australiano Claudio Burnet.

## Filmografia

### Cinema
- Scusi lei è normale?, regia di Umberto Lenzi (1979)
- The Lonely Lady, regia di Peter Sasdy (1983)
- She, regia di Avi Nesher (1984)
- The Clan, regia di Christian De Sica (2005)
- Un'estate al mare, regia di Carlo Vanzina (2008)
- 6 giorni sulla Terra, regia di Varo Venturi (2011)
- Un matrimonio da favola, regia di Carlo Vanzina (2014)
- Blood on Méliès' Moon, regia di Luigi Cozzi (2016)
- Ciao Brother, regia di Nicola Barnaba (2016)
- In guerra per amore, regia di Pif (2016)
- Mister Felicità, regia di Alessandro Siani (2017)
- La battaglia di Roma 1849, regia di Luigi Cozzi (2020)

### Televisione
- Tilt, regia di Valerio Lazarov – programma TV (1979)
- Pronto Raffaella?, regia di Gianni Boncompagni – programma TV (1983-1985)
- Mio figlio non sa leggere, regia di Franco Giraldi – miniserie TV (1984)
- Investigatori d'Italia, regia di Paolo Poeti – miniserie TV (1987)
- Stazione di servizio – serie TV, 1 episodio (1989)
- Giovanni Paolo II, regia di John Kent Harrison – miniserie TV (2005)
- I Cesaroni – serie TV, episodio 1x20 (2006)
- Vivere – serie TV, 11 episodi (2007-2008)
- Coco Chanel, regia di Christian Duguay – miniserie TV (2008)
- Enrico Mattei - L'uomo che guardava al futuro, regia di Giorgio Capitani – miniserie TV (2009)
- Negli occhi dell'assassino, regia di Edoardo Margheriti – film TV (2009)
- Capri – serie TV, 13 episodi (2010)
- Caruso, la voce dell'amore, regia di Stefano Reali – miniserie TV (2012)
- Volare - La grande storia di Domenico Modugno, regia di Riccardo Milani – miniserie TV (2013)
- Un posto al sole – serie TV (2021-in corso)
- Mike, regia di Giuseppe Bonito – miniserie TV (2024)

## Discografia

### Singoli
- 1980 - I'm a Robot (Banana Records)
- 1980 - R.O.B.O.T. (erreobioti) (EMI ITALIANA)
- 1980 - Balla Robot (Banana Records)
- 1986 - Witch Doctor/U-I-U-A-A (G & G Records)